# هيروتاكا كوباياشي
هيروتاكا كوباياشي (باليابانية: 小林 浩孝) (18 يوليو 1981 في نييغاتا في اليابان – )؛ هو لاعب كرة قدم سابق كان يلعب كلاعب وسط.

## وصلات خارجية
- هيروتاكا كوباياشي على موقع عالم كرة القدم.نت (الإنجليزية)